# Амстердам
Амстердам (хол. Amsterdam) главни је и највећи град у Холандији. Основан је крајем 12. века као мало рибарско место на обали реке Амстел. Данас је највећи град у држави и финансијски и културни центар. У граду живи 975. 061 становника док је број становника метрополске територије око 2. 691. 477. Он је и део велике конурбације Рандстад у којој живи 7.100.000 становника. Град, који његови становници понекад зову и Мокум (што потиче из хебрејског), налази се у провинцији Северна Холандија на ушћу реке Амстел у залив ИЈ.
Иако је главни град Холандије, седиште владе не налази се у Амстердаму већ у Хагу.
Старо језгро града, једно је од највећих у Европи, изграђено је у 17. веку. Облик је дефинисан кружним воденим каналима. У граду се налази више познатих музеја. Између осталих: Земаљски (Ријкс) музеј, музеј Ван Гога, Рембрантов музеј и др. Амстердам није главни град Северне Холандије, провинције у којој се налази, већ је то Харлем.
Облик града је дефинисан кружним воденим каналима будући да је Амстердам (име: брана/насип на Амстелу) изграђен најпре као мало рибарско место, које је добило повељу којом се признаје за град 1300. године, потом у 17. веку као град чију једну четвртину територије обухвата водена површина. Током тог истог века — за Низоземску златног века — Амстердам постаје један од финансијских центара Европе, првенствено захваљујући развијеном банкарству и брушењу дијаманата, али исто тако и због одличних трговачких веза које је имао са светом. Целокупни систем канала кроз које су некада низоземски бродови одлазили пут Индонезије, Суринама и других бивших низоземских колонија, данас је на листи Унескове светске баштине 2010. године.
Амстердам је и данас један од највећих финансијских центара Европе, али и једна од њених културних престоница. Према истраживању које је спровела организација Economist Intelligence Unit, то је други најбољи град за живот. Град сваке године бележи изузетну туристичку посећеност. Поред Рајкс музеја, музеја Винсента ван Гога и Рембранта и куће Ане Франк, великом приходу од туризма Амстердам треба првенствено да захвали легализованој проституцији и четврти црвених фењера (Де Вален), легализованом конзумирању лаких дрога и постојању више стотина кофи шопова у којима се могу купити најразличитије врсте канабиса, као и изузетно богатим садржајима намењеним ЛГБТ заједници, међу којима је и Амстердамска геј парада — туристички најпосећенија манифестација која се одржава на територији Холандије.
Амстердам своје име дугује једној брани на ријеци Амстел из 13. века. Проглашен је градом 1300. године те након тога временом је достигао своје златно доба поставши једна од најважнијих лука и трговачких градова света. Утицај странаца, понајвише из Немачке и скандинавских земаља довео је до енормног пораста становништва у 16. веку, укључујући и изградњу система канала у сврху утврђења и одбране града, који је касније постао познат као прстен канала. Због бројних канала, Амстердам понекад називају и Венецијом севера.
Град је подељен у седам управних округа. Град има бројна насеља, укључујући и међународно познати Јордан.

## Градски окрузи
Од 1. маја 2010. године уведена је нова подела градских округа у Амстердаму, раније 14, а данас само седам округа. Сваки од округа је даље подељен на насеља. До 2014. сваки од ових округа имао је своја властита окружна већа и широки спектар месних овлашћења и надлежности. Од 2014. године на њиховом челу су комисије округа (хол. bestuurscommissies).
Округ Центар
- Ужи део градског центра са насељима Јордан, Грахтенгордел, Остелијке Ејланден, Вестелијке Ејланден, Рапенбург, Цзар Петербурт и Харлемербурт.

Округ Запад:
- Вестерпарк (Коленкитбурт, Спарндамербурт, Статслиденбурт, Фредерик Хендрикбурт)
- Амстердам Ауд-Вест (Хелмерсбурт, Кинкербурт, Вонделбурт)
- Де Барсјес (Меркаторбурт, Адмираленбурт)
- Бос ен Ломер (са селом Слотердијк)

Округ Нови запад:
- Гајзенвелд-Слотермер (Слотермер, Спирингхорн)
- Осдорп са Де Акером
- Слотерварт (Овертомсе Велд, Ниув-Слотен)
- Вестпорт (западно лучко подручје, индустријска зона Слотердијк, Телепорт, Руигорд)
- Слотен (са насељима Ниув Слотен и Остоевер)

Округ Југ:
- Ајд-Зојд, Зајдерамстел, Стадионбурт и Аполобурт

Округ Исток:
- Ост/Ватерграфсмер, де Омвал, Дапербурт, Трансвалбуурт, Јулианапарк, Зеебург, Индијска четврт, источно лучко подручје, ИЈбург

Округ Сјевер:
- Села Дургердам, Зундердорп, Рансдорп, Холислот, насеља Буикслот, Моленвијк, Буикслотермер и Флорадорп.

Округ Југоисток:
- Бијлмер, Гаспердам, Булевијк, Дримонд

## Историја

### Рана историја (1200—1585)
Име града се изводи из имена једне бране са уставом из 13. века са преводницом на реци Амстел. Најстарији запис о данашњем Амстердаму је онај од 27. октобра 1275. који говори о малом рибарском селу Амстелредам. Латинско име тог насеље било је Amstelodamum. На речном ушћу било је потребно подигнути насипе, да би се грађевине са обе стране ушћа заштитиле од поплава. У то време, Зејдерзе је био отворени залив Северног мора, а земљиште се слегало због мера одводњавања. Тим бранама, каквих је дуж залива Зејдерзе било много, припадале су и преводнице којима се речна вода пропуштала, а уједно су и омогућавале пловидбу бродова.
Брана која је направљена на Амстелу повезивала је два насеља која су настала на обе стране бране, а и данас се та насеља називају Ауде Зијде и Ниуве Зијде (нова и стара страна). Насеље је након изградње бране, брзо израсло, па је већ 1300. добило статус града.
До 12. века данашња низоземска провинција Холандија била је већим делом слабо насељена. Ради се једном врло влажном подручју, који се углавном састоји из мочвара, кроз које теку многе реке и водотоци. Једна од тих река била је и Амстел, која се улива у уски морски рукавац назван ИЈ. Крајем 12. века око речне бране настало је мало насеље. Археолошка ископавања показала су да је стара дечија песмица Амстердаме, лепи граде, на стубовима направљен си, готово у потпуности тачна. Помоћу бројних стубова испод грађевина, који су понегде били убодени и до 18 m кроз блатњаву земљу све до чврстог песка, прављене су куће и улице изнад мочваре. Брана на Амстелу се одржала све до данас, мада је у међувремену на њеном месту настао део града звани Дам.
Почетком 13. века Амстердаму тадашњи владар даје статус града. Током 14. а посебно у 15. веку Амстердам је доживео нагли развој и већ тада је започело његово златно доба.

### Златно доба (1585—1672)
Овај период је период великих трговачких успеха. У то доба Амстердам је био престоница трговачког света. У току овог периода настао је и препознатљив градски пејзаж. Неке од најзначајнијих грађевина датирају управо из овог периода. Један од примера је Краљевска палата на тргу Дам.
Амстердам никад није био члан Ханзе. Риболов, који је испочетка био главни извор прихода, крчио је пут развоју трговине. Шпанска анексија Португала 1580. приморала је северну Холандију да сама почне да упућује своје бродове према Индији. Прве пловидбе започеле су и амстердамске луке и одмах су постигле успех. Узбуђени овим догађајем, ускоро су у се целој држави почели правити бродови који су се слали за Индију. Из ових појединачних иницијатива настала је 1602. Холандска источноиндијска компанија (хол. Vereenigde Oost-Indische Compagnie или ВОЦ). Град Амстердам сам је учествовао са више од половине укупног капитала који је уложен у нову компанију. Половином 17. века Амстердам је важио за најпросперитетнији град Европе. У његовим лукама и складиштима биле су нагомилане велике количине зачина, свиле и других драгоцености из Индије и пацифичког подручја.
Конгрегационистичке верске избеглице из Енглеске основале су 1609. прву баптистичку заједницу, под водством Јона Смита и Томаса Хелвиса, у једној пекари у амстердамској улици Бакерстрат. Та заједница била је зачетница једне од данашњих највећих протестантских црквених заједница.

### Доба злата и сребра (1672—1795)
Прекретна година у историји овог града је 1672, када је Низоземска одолевала симултаним нападима Енглеза и Француза. Ова година означава крај златног доба. Ипак Амстердам успева да одржи своју позицију и у овом периоду.
Француско-холандски рат завршен је 1679. предношћу за француску круну. Због тог рата, лука у Амстердаму била је недоступна за трговачку флоту са робом из Индије. То је довело до пропадања Амстердама као једне од најважнијих лука за светску трговину и довело је до краја 17. века до промене у економској структуру града. Амстердам је изгубивши свој положај као важна светска лука, добио истовремено све већи утицај на европском монетарном тржишту. Временом је град постао један од водећих финансијских центара света, где су се налазиле велике банке за европске владаре, који су позајмљеним новцем из амстердамских банака водили своје скупе ратове.

### Рецесијаи опадање (1795—1813)
Године 1795. Низоземска престаје да буде република. Убрзо затим почиње француска окупација. У току периода од 1795.1813 године Амстердам пати од рецесије.

### Новија историја (1813—1940)
Овај период је запамћен као период економског опоравка и експанзије. Забележен је значајан раст у популацији, као последица развоја пре свега индустрије, која је покренула златно доба. Град се све више шири.
Године 1928, су Амстердаму су одржане Олимпијске игре.
Иако је био углавном поштеђен директних борби у Другом светском рату, тешко је страдао за време немачке окупације. Од 80.000 тамошњих Јевреја, само њих 5000 је преживело холокауст.
Многобројни споменици, од којих су неки стари неколико векова, красе градско језгро. Готово 7.000 продавница и складишта, као и готово 1.300 мостова из периода од 16. до 18. века сведоче о овом златном добу Амстердама. Трговачке куће су изграђене дуж 165 канала који су, између осталог, служили и као транспортни путеви за бржу расподелу увезених роба по граду. Један од највећих старих градова Европе са својим прелепим грађевинама проглашен је Светском баштином 2010. године и уврштен на Унесков списак.

## Географија
Амстердам лежи у заливу ИЈ, на југу језера Маркермер, он је повезан са Северним морем и луком ИЈмојден, преко Нордзеканала. Амстердам је познат по томе што је 1683/84. изабран као нулта тачка за мерење надморске висине. Изабран је ниво воде средње високог водостаја. Овај ниво воде налазио је око 17 cm изнад средњег нивоа мора. Ниво мора у амстердамском систему канала данас је око 40 cm испод средњег нивоа Северног мора.

### Временска зона
Као и цела Низоземска, Амстердам се налази у средњоевропској временској зони. Пошто се град налази на крајњем западу ове временске зоне, сунце се налази тачно на југу (подне) тек око 12:40 h, односно око 13:40 h током летњег рачунања времена. Ово, заједно са релативно северним положајем града, показује се на релативно касном заласку сунца. Средином лета све до 23 сата напољу се може релативно добро видети. Многе продавнице се отварају тек око 10:00 h ујутро, а барови и кафићи су отворени најчешће до 2:00 h после поноћи.

### Клима
Време у Низоземској, па тако и у Амстердаму, варира по правилу од благог мраза током зиме уз врло мало снега до сунчаних дана током лета, када су температуре између 20 и 30 °C. Пролећа и јесени су благе, али често могу бити врло влажне, када понекад месечно падне и преко 100 mm (100 l/m²) падавина.
| Клима Аеродром Схипхол                                                                                     | Клима Аеродром Схипхол | Клима Аеродром Схипхол | Клима Аеродром Схипхол | Клима Аеродром Схипхол | Клима Аеродром Схипхол | Клима Аеродром Схипхол | Клима Аеродром Схипхол | Клима Аеродром Схипхол | Клима Аеродром Схипхол | Клима Аеродром Схипхол | Клима Аеродром Схипхол | Клима Аеродром Схипхол | Клима Аеродром Схипхол |
| Показатељ \ Месец                                                                                          | .Јан.                  | .Феб.                  | .Мар.                  | .Апр.                  | .Мај.                  | .Јун.                  | .Јул.                  | .Авг.                  | .Сеп.                  | .Окт.                  | .Нов.                  | .Дец.                  | .Год.                  |
| --- | ---------------------- | ---------------------- | ---------------------- | ---------------------- | ---------------------- | ---------------------- | ---------------------- | ---------------------- | ---------------------- | ---------------------- | ---------------------- | ---------------------- | ---------------------- |
| Апсолутни максимум, °C (°F)                                                                                | 13,9 (57)              | 16,6 (61,9)            | 21,1 (70)              | 27,0 (80,6)            | 31,5 (88,7)            | 33,2 (91,8)            | 32,3 (90,1)            | 34,5 (94,1)            | 29,4 (84,9)            | 25,0 (77)              | 17,5 (63,5)            | 15,5 (59,9)            | 34,5 (94,1)            |
| Максимум, °C (°F)                                                                                          | 5,8 (42,4)             | 6,3 (43,3)             | 9,6 (49,3)             | 13,5 (56,3)            | 17,4 (63,3)            | 19,7 (67,5)            | 22,0 (71,6)            | 22,1 (71,8)            | 18,8 (65,8)            | 14,5 (58,1)            | 9,7 (49,5)             | 6,4 (43,5)             | 13,82 (56,87)          |
| Просек, °C (°F)                                                                                            | 3,4 (38,1)             | 3,5 (38,3)             | 6,1 (43)               | 9,1 (48,4)             | 12,9 (55,2)            | 15,4 (59,7)            | 17,6 (63,7)            | 17,5 (63,5)            | 14,7 (58,5)            | 11,0 (51,8)            | 7,1 (44,8)             | 4,0 (39,2)             | 10,19 (50,35)          |
| Минимум, °C (°F)                                                                                           | 0,8 (33,4)             | 0,5 (32,9)             | 2,6 (36,7)             | 4,6 (40,3)             | 8,2 (46,8)             | 10,8 (51,4)            | 12,0 (53,6)            | 11,8 (53,2)            | 10,6 (51,1)            | 7,5 (45,5)             | 4,2 (39,6)             | 1,5 (34,7)             | 6,26 (43,27)           |
| Апсолутни минимум, °C (°F)                                                                                 | −15,4 (4,3)            | −15,0 (5)              | −11,1 (12)             | −4,7 (23,5)            | −1,1 (30)              | 2,3 (36,1)             | 5,0 (41)               | 5,0 (41)               | 2,0 (35,6)             | −3,4 (25,9)            | −6,9 (19,6)            | −14,8 (5,4)            | −15,4 (4,3)            |
| Количина падавина, mm (in)                                                                                 | 66,6 (2,622)           | 50,6 (1,992)           | 60,6 (2,386)           | 40,9 (1,61)            | 55,6 (2,189)           | 66,0 (2,598)           | 76,5 (3,012)           | 85,9 (3,382)           | 82,4 (3,244)           | 89,6 (3,528)           | 87,2 (3,433)           | 76,3 (3,004)           | 838,2 (33)             |
| Дани са падавинама (≥ 1 mm)                                                                                | 12                     | 10                     | 11                     | 9                      | 10                     | 10                     | 10                     | 10                     | 12                     | 13                     | 13                     | 13                     | 132                    |
| Дани са снегом                                                                                             | 6                      | 6                      | 4                      | 2                      | 0                      | 0                      | 0                      | 0                      | 0                      | 0                      | 3                      | 5                      | 26                     |
| Релативна влажност, %                                                                                      | 88                     | 86                     | 83                     | 78                     | 76                     | 78                     | 79                     | 80                     | 83                     | 86                     | 89                     | 90                     | 83                     |
| Сунчани сати — месечни просек                                                                              | 63,2                   | 87,5                   | 126,3                  | 182,7                  | 221,9                  | 205,7                  | 217,0                  | 197,0                  | 139,4                  | 109,1                  | 61,7                   | 50,5                   | 1.662                  |
| Извор #1: Краљевски холандски метереолошки институт (1981–2010 нормале, нормале снежних дана за 1971–2000) |                        |                        |                        |                        |                        |                        |                        |                        |                        |                        |                        |                        |                        |
| Извор #2: Royal Netherlands Meteorological Institute (1971–2000 extremes)                                  |                        |                        |                        |                        |                        |                        |                        |                        |                        |                        |                        |                        |                        |

## Становништво
Према процени, у граду је 2008. живело 731.288 становника.
| 1980.   | 1990.   | 2000.   | 2008.   |
| ------- | ------- | ------- | ------- |
| 716.919 | 695.162 | 731.288 | 747.584 |

Више од 170 различитих националности живи у Амстердаму. Старо језгро града, једно је од највећих у Европи, изграђено је у 17. веку. Становништво Амстердама представља сложен етнички и религијски мозаик. Пре Другог светског рата 10% становништва Амстердама су чинили Јевреји.

## Политика
Од 7. јула 2010. бивши низоземски министар урбанизма и интеграција, Еберхард ван дер Лан, постао је градоначелник Амстердама.
Амстердам је и центар легалног конзумирања дрога у Европи, па овде долазе бројни туристи. Разлог за то је либерална политика Холандије. Нарочито су бројни инострани туристи и зависници. У 2005. години постојало је око 750 кафића за легално конзумирање лаких дрога у целој Низоземској, док их је чак 228 било у самом Амстердаму (стање: 2009). Стога је Амстердам постао дом за бројне странце који због своје зависности или начина живота нису пожељни у својим земљама.
Од 1998. полиција може спроводити контроле особа, под мотом Amsterdam Wapenvrij („Амстердам без оружја“). Разлог контрола је велики број нелегалног оружја и огроман број инцидената повезаних с њим. Осим рација, појачане су и контроле идентификацијских докумената. Од 1. јануара 2005. у целој Низоземској на снази је правило да свака особа старија од 14 година мора имати важећи идентификацијски документ који мора носити са собом. Међутим, ово није само у сврху поседовања оружја, јер су контролама пронађене и велике количине дрога, те особе које су већ дуже времена у бекству од полиције због различитих кривичних дела. У принципу, свака особа може бити контролисана уколико се затекне на одређеном подручју или објекту у тренутку контроле. Полиција има право да провери садржај запакованих роба, саобраћајних средстава и одеће особа. Контроле се могу спроводити и на подручјима које одреди градоначелник, у складу са чланом 151Б општинског статута.

### Градско веће
Општинско веће Амстердама има укупно 45 чланова (стање: март 2010). Веће сачињавају сљедеће странке:
- (Радничка странка) (PvdA): 15 чланова
- (Narodna stranka za slobodu i demokratiju) (VVD) 8 чланова
- (Зелени леви) (GL): 7 чланова
- (Демократи 66) (D66): 7 чланова
- (Социјалистичка странка) (SP): 3 члана
- (Хришћанско-демократски позив) (CDA): 2 члана
- : 1 члан
- (Поносни на Низоземску) (TON): 1 члан
-: 1 члан

## Архитектура
Пошто у историји Амстердама канали представљају један од основних путева за транспорт роба и људи, било је уобичајено да се порез на зграде мери по ширини зграде коју заузима дуж канала. Временом као последица тог пореза, куће у Амстердаму су грађене тако да су лица зграда врло уска, али су релативно дуге и високе, како би обезбедиле довољно животног простора и складишта за робе. Међутим овај начин градње није био погодан за зграде са ширим степеништима, јер су степеништа била углавном преуска за кабасте ствари и намештај. Предмети, које би иначе било врло тешко унети преко степеништа, обично су се у кућу уносили кроз прозоре. Да би се ова операција олакшала, на забатима многих историјских објеката постоје истурене греде, на којима се могао инсталирати чекрк. Осим тога, многе фасаде зграда су благо нагнуте према напред, али не грешком него архитектонским планом, што се назива оп влухт. Нагиб према напред износи од 0,2 до 2,5 cm по једном метру висине. Забат није могао бити грађен у ширину због ограничености, али зато градио у висину, чиме се истицало богатство власника. Варијације забата из четири века красе архитектонски изглед старог града. Нарочито честе су врста степенастих забата, забата у облику кљуна, звона или трака.
С друге стране, раније су куће у Амстердаму биле грађене на дрвеним стубовима, али су се они током многих векова полако распали. Због тога, историјски центар Амстердама оставља донекле крив или искривљен утисак. Амстердам стоји на око пет милиона дрвених стубова, који су морали бити постављени због влажног, песковитог тла испод града. Данас, због дужег века трајања и једноставнијег начина градње, користе се бетонски стубови забодени још дубље у тло. Главна жељезничка станица на пример стоји на око 8.600 стубова, а Краљевска палата на 13.659 стубова. Већи део ових дрвених стубова допремљен је из шума са немачког Шварцвалда или северне Баварске (Франкенвалд), помоћу сплавова низ реку. Такође и дрвена грађа за куће и бродове као и дрво за огрев допремани су сплавовима из тих шума.

## Култура
Амстердам је један од центара европске културе: од позоришних представа до уличних перформера, од биоскопа и концертних сала до антикварница у музејској четврти. Сваке године у Амстердаму се одиграва стотина премијера на разним позорницама широм града и јако пуно светски познатих имена одржава концерте, гостовања, предавања. Биоскоп Тусчински театар је подигнут 1921. у мешавини стилова арт деко и „Амстердамске школе“.

### Геј парада
Отварањем два велика плесна подијума за хомосексуалце, 1955. Де Сакел на тргу Ледсеплен и 1958. Де Одеон Кринг (ДОК) као и каснијом либерализацијом и политиком према овој групи у склопу сексуалне револуције средином 1960-их, Амстердам је посао геј престолница Европе. Оба плесна подијума (која су у међувремену затворена) била су овој групи занимљивија од хомосексуалног секса у тоалетима или крузинга (потрага за хомосексуалним партнерима). Међутим, и данас ови подијуми представљају велику атракцију за туристе. Од 1996. постоји "Амстердамска геј парада", парада на каналима, која се сваке године одржава прве суботе у аугусту на каналу Принсенграхт и Амстелу. Амстердамска геј парада је 2008. године проглашена за најбољу геј параду у Европи.

### Графити
Амстердам спада међу најважније метрополе у погледу графита. Иако је њујоршки покрет писања по зиду углавном повезан са хип-хоп сценом, амстердамске уметнике графита, за разлику од њујоршких, у почетку су везивали за панк покрет који је тада играо много важнију улогу. Амстердамски спрејери утицали су стилом од почетка 1980-их на многе уметнике графита у целом свету.

## Спорт
У Амстердаму се налази међународно познати фудбалски клуб ФК Ајакс, рекордер Холандије по броју освојених наслова шампиона, а неколико пута је освајао и европске титуле. Ајакс игра своје домаће утакмице на стадиону Амстердам арена, који прима више од 50.000 гледалаца.
Амстердам је био место одржавања Летних олимпијских игара 1928. године. Олимпијски стадион се и данас, између осталог, користи за атлетска такмичења, на пример као циљ годишњег амстердамског маратона.
У граду одређену дужу традицију има и амерички фудбал. Током 1990-их и 2000-их екипа Амстердам адмиралс спадала је међу најпознатије европске екипе у овом спорту. Амстердам крусејдерс су више пута били низоземски шампиони.

## Саобраћај
Најраширеније средство за кретање по граду, као и у већини градова у Низоземској, је бицикл (хол. fiets). По граду се пружа велика мрежа бициклистичких стаза (хол. fietspaden), не само по свим улицама и каналима, него и свим парковима а повезује сва насеља.
Поред ИЈа, који се преко Северноморског канала улива у Северно море а има везу и са каналом Амстердам-Рајна, градски систем канала, који се кроз град пружа у облику полукружнице, повезује град са националним системом канала. На ИЈу саобраћају и амстердамски трајекти.
Амстердамски метро је комбинација метроа и лаког шинског система. Саобраћа на четири различите линије, које између осталих повезује и Амстелвен на југу градског подручја. Поред метроа, постоји врло густа мрежа градских аутобуса и трамваја. Сва средства јавног превоза могу се користити уз ОВ-чип картицу националног тарифног система Холандије (које су замениле раније стрип карте).
Амстердам је окружен прстеном ауто-пута А 10, са прикључцима на А 8 на северозападу код Зандама према Алкмару, док се на југозападу веже са А 4, на југоистоку са А 2 у правцу Утрехта а на истоку спаја се на А 1 према Алмере/Хилверсуму.
Аеродром Схипхол је међународни аеродром града Амстердама и највећи аеродром у Низоземској, а мерено по броју путника и летова 2008. године, четврти по величини аеродром у Европи. Он је седиште највеће холандске авиопревозничке компаније КЛМ. Аеродром се налази југозападно од града између Амстелвена и Хофдорпа.

## Градови партнери
- Алжир, Алжир
- Атина, Грчка
- Богота, Колумбија
- Пекинг,[29] China
- Бразилија, Бразил
- Истанбул,[30][31]
- Кијев, Украјина
- Манчестер, Уједињено Краљевство (2006)
- Манагва, Никарагва (1984)
- Мексико Сити, Мексико
- Монтреал, Канада
- Москва, Русија
- Никозија, Кипар
- Ресифе, Бразил (2009)
- Рига, Летонија
- Сарајево, Босна и Херцеговина
- Вилемстад, Курасао, Краљевина Холандија (2009)
- Џакарта, Индонезија
- Праг, Чешка Република

## Партнерски градови
Амстердам је град партнер са следећим градовима:
- Варна
- Алжир
- Атина
- Богота
- Бразилија
- Истанбул[30][31]
- Џакарта
- Кијев
- Манагва
- Манчестер
- Монтреал
- Москва
- Никозија
- Пекинг
- Ресифе
- Рига
- Сарајево
- Вилемстад
- Беира
- Рио де Жанеиро
- Кали
- Рамала
- Лондон